# Phaonia femorata
Phaonia femorata är en tvåvingeart som beskrevs av Stein 1911. Phaonia femorata ingår i släktet Phaonia och familjen husflugor. Inga underarter finns listade i Catalogue of Life.